# Lista do Patrimônio Mundial no Kiribati
A Organização das Nações Unidas para a Educação, a Ciência e a Cultura (UNESCO) propôs um plano de proteção aos bens culturais do mundo, através do Comité sobre a Proteção do Património Mundial Cultural e Natural, aprovado em 1972. Esta é uma lista do Patrimônio Mundial existente no Kiribati, especificamente classificada pela UNESCO e elaborada de acordo com dez principais critérios cujos pontos são julgados por especialistas na área. O Kiribati ratificou a convenção em 12 de maio de 2000, tornando seus locais históricos elegíveis para inclusão na lista.
O sítio Área Protegida das Ilhas Fénix foi o primeiro local do Kiribati incluído na lista do Patrimônio Mundial da UNESCO por ocasião da 34ª Sessão do Comitê do Património Mundial, realizada em Brasília (Brasil) em 2010. Desde então, Kiribati conta com apenas este sítio classificado como Patrimônio da Humanidade, sendo este de classificação Natural. 

## Bens culturais e naturais
Kiribati conta atualmente com os seguintes lugares declarados como Patrimônio da Humanidade pela UNESCO:
| | Área Protegida das Ilhas Fénix |
| Bem natural inscrito em 2010. |                                |
| Localização: Ilhas Fénix |                                |
| A Área Protegida das Ilhas Fénix (PIPA) é uma extensão de 408.250 km² de terra e mar localizada no Pacífico Sul. O local circunda o grupo das Ilhas Fénix – um dos três grupos de ilhas de Kiribati – e é a maior área marinha protegida do mundo. A PIPA conserva um dos maiores ecossistemas de corais intactos do mundo, bem como 14 montanhas submersas (vulcões supostamente extintos) e outros habitats subaquáticos. A área abriga aproximadamente 800 espécies conhecidas de fauna, incluindo 200 corais, 500 peixes, 18 mamíferos marinhos e 44 aves. A estrutura e o funcionamento dos ecossistemas do PIPA ilustram sua natureza intocada e sua importância como rota de migração e reserva. É o primeiro sítio do Kiribati inscrito na Lista do Patrimônio Mundial. (UNESCO/BPI) |                                |

## Lista Indicativa
Em adição aos sítios inscritos na Lista do Patrimônio Mundial, os Estados-membros podem manter uma lista de sítios que pretendam nomear para a Lista de Patrimônio Mundial, sendo somente aceitas as candidaturas de locais que já constarem desta lista. Desde 2021, Kiribati não apresenta locais em sua Lista Indicativa.